# MTV Video Music Awards Latin America 2007

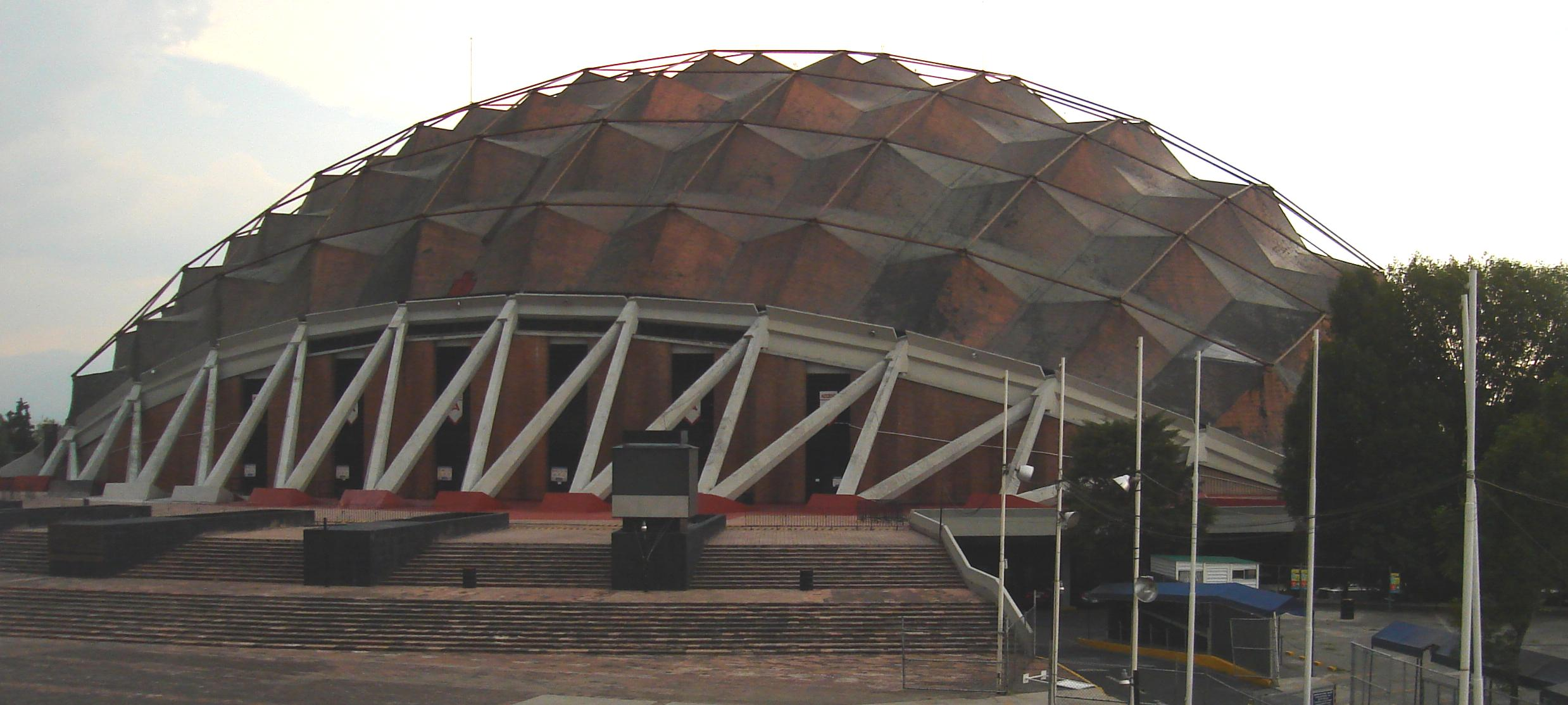
Il Palacio de los Deportes.

Gli MTV Video Music Awards Latin America 2007 sono stati trasmessi il 18 ottobre 2007 dal Palacio de los Deportes in Città del Messico. La cerimonia è stata la sesta edizione. Come nel 2002 e nel 2003, il presentatore ufficiale è stato il messicano Diego Luna.
In questa edizione ci furono tre nuove categorie: Mejor Artista Urbano (Miglior artista Hip Hop/R'n'B), Premio Influencia (Premio influenza) e Fashionista.
Durante il red carpet fu annunciato che 12 milioni di voti sono stati contati per le varie categorie.
Uno dei momenti più memorabili dell'edizione è stato l'esibizione di "From Yesterday" dei Thirty Seconds to Mars insieme alla cantante Ely Guerra dove il pubblico ha esaltato durante la performance.

## Premi
I vincitori sono indicati in grassetto.

### Artista del Año
Artista dell'anno
- Belinda
- Babasónicos
- Kudai
- Alejandro Sanz
- Maná

### Video del Año
Video dell'anno
- Alejandro Sanz — "Te lo agradezco, pero no (featuring Shakira)" (Diretto da Jaume de Laiguana)
- Belinda — "Bella Traición" (Diretto da Scott Speer)
- Calle 13 — "Tango del Pecado" (Diretto da Israel Lugo e da Gabriel Coss)
- Gustavo Cerati — "Adiós" (Diretto da Joaquín Cambre)
- Maná — "Manda Una Señal" (Diretto da Wayne Isham)
- Panda — "Los Malaventurados No Lloran" (Diretto da Rodrigo Guardiola)

### Canción del Año
Canzone dell'anno
- Avril Lavigne — "Girlfriend"
- Enrique Iglesias — "Dímelo"
- Julieta Venegas — "Eres para mí (featuring Anita Tijoux)"
- Ricky Martin — "Tu Recuerdo (featurin La Mari dai Chambao e Tommy Torres)"
- Rihanna — "Umbrella (Feat. Jay-Z)"

### Mejor Solista
Miglior solista
- Alejandro Sanz
- Belinda
- Daddy Yankee
- Gustavo Cerati
- Paulina Rubio

### Mejor Grupo o Dúo
Miglior gruppo o duetto
- Babasónicos
- Kudai
- Maná
- Miranda!
- Panda

### Mejor Artista Pop
Miglior artista pop
- Alejandro Sanz
- Belinda
- Julieta Venegas
- Miranda!
- Paulina Rubio

### Mejor Artista Rock
Miglior artista rock
- Babasónicos
- Bersuit Vergarabat
- Catupecu Machu
- Gustavo Cerati
- Moderatto

### Mejor Artista Urbano
Miglior artista Hip Hop/R'n'B
- Anita Tijoux
- Calle 13
- Daddy Yankee
- Don Omar
- Mala Rodríguez

### Mejor Artista Alternativo
Miglior artista alternativo
- Allison
- División Minúscula
- Kinky
- Panda
- Zoé

### Mejor Artista Independiente
Miglior artista indipendente (scelto da MTV)
- L.E.G.O.
- Los Dynamite
- No Lo Soporto
- No Te Va Gustar
- The Hall Effect
- Turbina

### Mejor Artista Pop Internacional
Miglior artista pop internazionale
- Avril Lavigne
- Gwen Stefani
- Hilary Duff
- Justin Timberlake
- Rihanna

### Mejor Artista Rock Internacional
Miglior artista rock internazionale
- Thirty Seconds to Mars
- Evanescence
- Maroon 5
- My Chemical Romance
- Panic! at the Disco

### Mejor Artista Nuevo Internacional
Miglior artista emergente internazionale
- +44
- Amy Winehouse
- Fergie
- Klaxons
- Lily Allen

### Mejor Artista Norte
Miglior artista - nord
- Belinda
- División Minúscula
- Julieta Venegas
- Paulina Rubio
- Zoé

### Mejor Artista Nuevo Norte
Miglior artista emergente - nord
- Bengala
- Camila
- María José
- Masappan
- Pambo

### Mejor Artista Central
Miglior artista - centro
- Aterciopelados
- Caramelos de Cianuro
- Kudai
- Líbido
- Los Bunkers

### Mejor Artista Nuevo Central
Miglior artista emergente - centro
- Anita Tijoux
- Juan Fernando Velasco
- Naty Botero
- PopCorn
- Six Pack

### Mejor Artista Sur
Miglior artista - sud
- Airbag
- Babasónicos
- Catupecu Machu
- La Vela Puerca
- Miranda!

### Mejor Artista Nuevo Sur
Miglior artista emergente - sud
- Bicicletas
- Inmigrantes
- Ella Es Tan Cargosa
- Las Pastillas del Abuelo
- Pánico Ramírez

### MTV Tr3́s Viewer's Choice Award - Mejor Artista Pop
MTV Tr3́s Viewer's Choice Award - miglior artista pop
- Aventura
- Daddy Yankee
- Enrique Iglesias
- Jennifer Lopez
- RKM & Ken-Y

### MTV Tr3́s Viewer's Choice Award - Mejor Artista Urbano
MTV Tr3́s Viewer's Choice Award - miglior artista Hip Hop/R'n'B
- Calle 13
- Don Omar
- Hector "El Father"
- Joell Ortiz
- Wisin & Yandel

### MTV Tr3́s Viewer's Choice Award - Mejor Artista Nuevo
MTV Tr3́s Viewer's Choice Award - miglior artista emergente
- Down AKA Kilo
- Gustavo Laureano
- Kat DeLuna
- Notch
- Xtreme

### Artista Revelación
Artista rivelazione
- Camila
- División Minúscula
- Estelares
- Jesse & Joy
- PopCorn

### Artista Promesa
Artista promessa (scelto da MTV)
- Bengala
- Inmigrantes
- Mala Rodríguez
- Naif
- No Te Va Gustar

### Fashionista Award - Female
- Belinda
- Ely Guerra
- Hilary Duff
- Martha Higareda
- Paulina Rubio

### Fashionista Award - Male
- Daddy Yankee
- José "Pepe" Madero (dai Panda)
- Juanes
- Pablo Holman (dai Kudai)
- Wilmer Valderrama

### Premio "Agente de Cambio"
- Juanes

### Premio Influencia
Premio influenza
- The Cure

## Performance
- The Cure — "Friday I'm in Love"
- Juanes — "Me Enamora"
- Avril Lavigne — "When You're Gone" / "Girlfriend"
- Jesse & Joy — "Espacio Sideral"
- Kudai — "Déjame Gritar"
- División Minúscula — "Sognare"
- Thirty Seconds to Mars featuring Ely Guerra — "From Yesterday"
- Belinda — "Bella Traición"
- Hilary Duff featuring Plastilina Mosh — "With Love"
- Babasónicos — "El Colmo"
- The Cure — "The End of the World"
- Molotov — "Yofo"
- Los Concorde featuring Kudai e Miranda! — "De Música Ligera"

## Ospiti
- Thirty Seconds to Mars
- Alex Lora
- Airbag
- Avril Lavigne
- Belanova
- Beto Cuevas
- Dalma Maradona
- Hilary Duff
- Julieta Venegas
- Luis Roberto Guzmán
- Luisana Lopilato
- Martha Higareda
- Miranda!
- Nicole Neumann
- Panda
- Paulina Rubio
- RBD
- Soda Stereo
- Valeria Gastaldi
- Valerie Domínguez
- Wilmer Valderrama